# الضيف (قصة قصيرة)
قصة "الضيف" (بالفرنسية: L'Hôte) هي قصة قصيرة للكاتب الفرنسي ألبير كامو. نُشرت لأول مرة عام 1957 كجزء من مجموعة قصصية بعنوان "المنفى والمملكة" (L'exil et le royaume). العنوان الفرنسي "L'Hôte" يُترجم إلى كل من "الضيف" و"المضيف"، مما يعكس العلاقة بين الشخصيتين الرئيسيتين في القصة. يستخدم كامو هذه القصة القصيرة للتأمل في القضايا التي أثارها الوضع السياسي في شمال أفريقيا الفرنسي. وبشكل خاص، يستكشف مشكلة رفض الانحياز إلى أي طرف في الصراع الاستعماري في الجزائر، وهو موقف يعكس موقف كامو الشخصي غير المحايد الذي عبر عنه في خطاب قبوله لجائزة نوبل.

## حبكة
تدور أحداث القصة في الجزائر، وتبدأ بصعود رجلين لمنحدر صخري. أحدهما هو الجندي بالدوتشي، وهو على ظهر حصان، والآخر سجين عربي يمشي على الأقدام. عند قمة التلة، يراقب معلم المدرسة دارو صعودهما. لا يوجد طلاب في المدرسة في ذلك الوقت لأنهم بقوا في منازلهم بسبب العاصفة الثلجية. يصل الرجلان إلى قمة المنحدر ويلتقيان بدارو. يخبر بالدوتشي، وهو من معارف دارو، الأخير أنه مكلف من قبل الحكومة بنقل السجين إلى مقر الشرطة في تنغويت كخدمة لزملائه الضباط. يسأل دارو عن جريمة السجين، فيقول بالدوتشي إنه قطع حلق ابن عمه في شجار بسبب بعض الحبوب، ويضيف أن السجين على الأرجح ليس متمردًا. عندما يهم بالدوتشي بالمغادرة، يخبره دارو أنه لن يأخذ العربي إلى تنغويت. يغضب بالدوتشي من ذلك ويجبر دارو على توقيع ورقة تفيد أن السجين تحت حراسة دارو، ثم يتركهما. يقوم دارو بإطعام العربي ويوفر له فراشًا لينام عليه طوال الليل. في الصباح، يأخذ دارو السجين قليلاً إلى أسفل الجبل ويطلق سراحه. يزوده دارو بألف فرنك وبعض الطعام، ويخبره أنه إذا اتجه شرقًا يمكنه تسليم نفسه للشرطة في تنغويت، وإذا اتجه جنوبًا يمكنه الاختباء مع البدو الرحل. يعود دارو بعد ذلك إلى المدرسة، تاركًا للسجين حرية اتخاذ قراره. بعد فترة، ينظر دارو إلى الخلف ويرى السجين متجهًا شرقًا نحو تنغويت، ومن المرجح أنه سيسلم نفسه. عندما يعود دارو للنظر إلى السبورة في فصله الدراسي، يجد رسالة مكتوبة عليها تقول: "Tu as livré notre frère. Tu paieras." (لقد سلمت أخانا. ستدفع الثمن). 

## السياق التاريخي
نظرًا للارتباط العميق الذي لا يُمحى بين كامو ووطنه الأم، الذي يُشكل الأساس لقصة "الضيف"، يُعتقد كثيرًا أن القصة تعكس تجارب كامو الثورية الشخصية خلال الفترة التي كُتبت فيها.  في عام 1956، خلال تصاعد النضال الجزائري ضد الاستعمار الفرنسي، عاد كامو لأول مرة بعد أربعة عشر عامًا إلى الجزائر في محاولة للتوسط من أجل السلام بين المكانين اللذين كان يعتبرهما وطنه.  هناك، طالبت جماعات من المستوطنين الفرنسيين اليمينيين باغتياله، بينما كان ثوار جزائريون مجهولون يراقبون تحركاته اليومية. من خلال هذه التجارب، يمكن فهم كيف أن العنف المتصاعد بين هاتين القوتين، مع ارتفاع عدد الضحايا المدنيين، عبّر عن شعور كامو بالحرية الفردية التي تنعكس في نهاية المطاف في أعماله. 

### الاستعمار الفرنسي

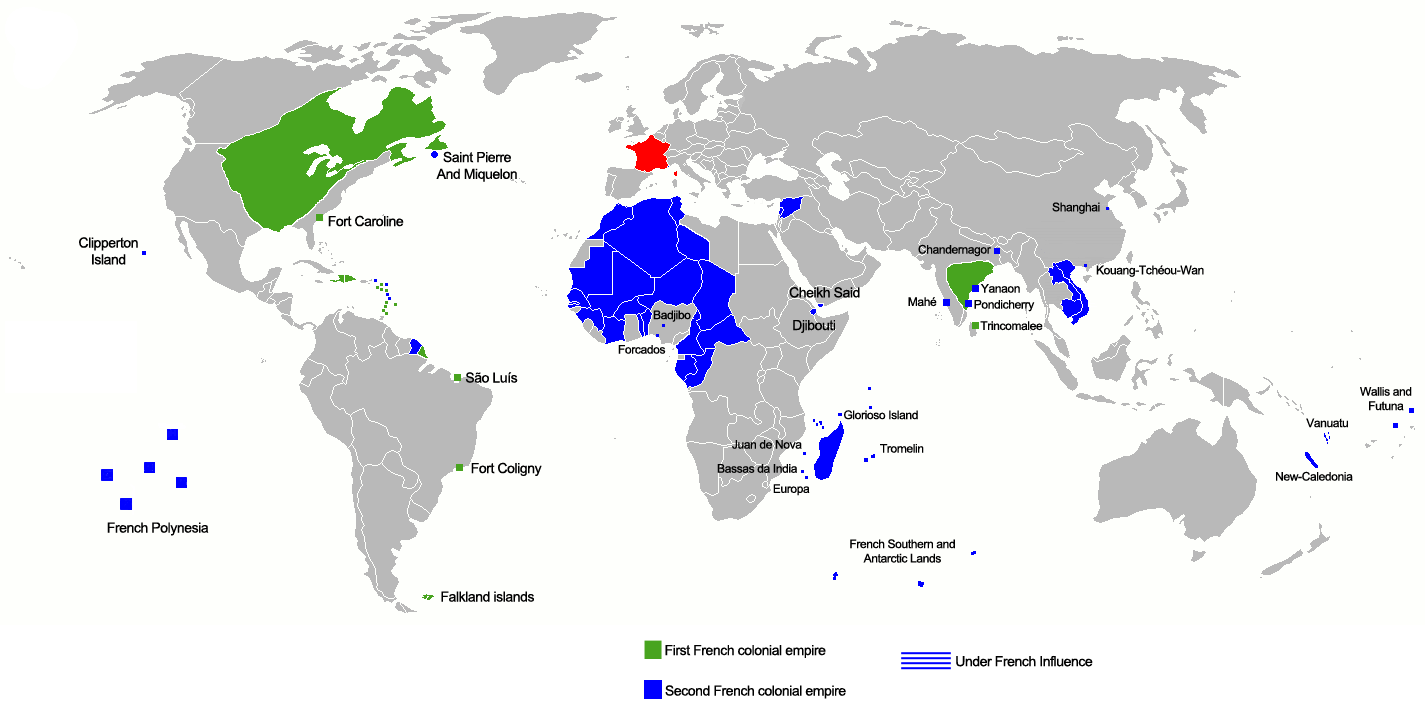
إمبراطورية فرنسا

رغم أن كامو كان يعتبر نفسه فرنسيًا، إلا أنه لم يستقر في فرنسا إلا بعدما أصبح كاتبًا معروفًا ومثبتًا. نشأ كامو في الجزائر الفرنسية كواحد من الـ "بيي-نوير" أو "الأقدام السوداء" — وهو مصطلح يشير إلى الفرنسيين المولودين في المستعمرة ضمن عائلات من الطبقة الدنيا. وضعه هذا في موقف فريد بين طبقتين: فهو أدنى من "الكلون" (les colons) أي الطبقة الحاكمة الفرنسية، لكنه في الوقت نفسه أعلى من السكان الأصليين من العرب والأمازيغ (البربر).
كصحفي في منطقة القبائل، شهد كامو معاناة الأمازيغ من جفاف طويل الأمد، ولاحظ أيضًا غياب اهتمام الفرنسيين في فرنسا الأم تجاه معاناتهم  وفي قصة "الضيف"، يشهد دارو بدوره آثار هذا الجفاف الطويل، ويبدو أنه يفهم عواقب اللامبالاة التي أظهرها الفرنسيون تجاه السكان المحليين.

### الحرب الجزائرية

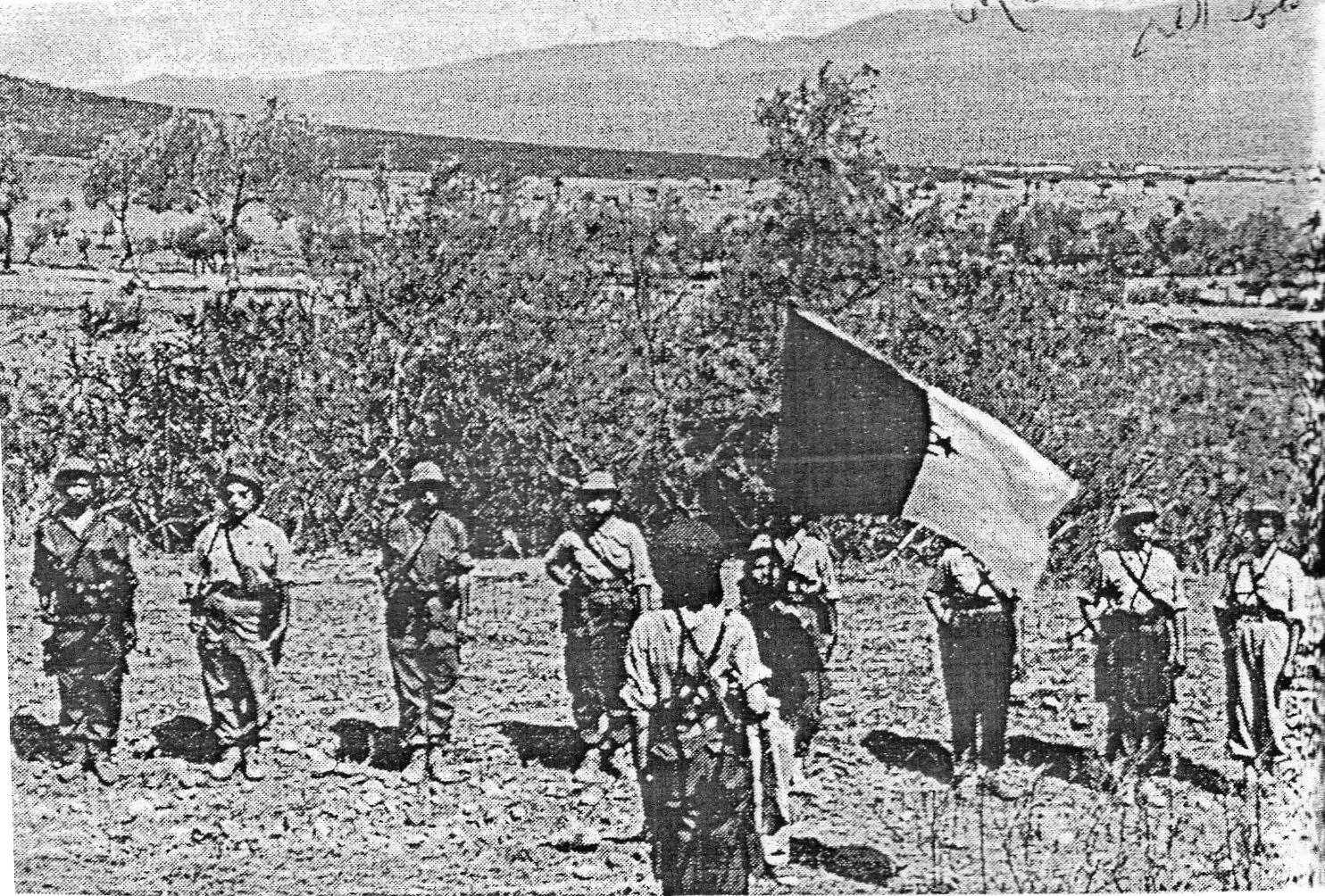
المرأة الجزائرية في حرب الاستقلال

تُعد قصة "الضيف" من بين آخر أعمال كامو المنجزة، وقد كُتبت خلال حرب الاستقلال الجزائرية التي استمرت بين عامي 1954 و1962، أي بعد وفاته بسنتين كاملتين. وتعكس القصة، مثل شخصية دارو، مشاعر كامو المتضاربة تجاه هذا الصراع، الذي جعله يشعر بالعزلة والانفصال. بالرغم من تعاطف كامو مع الجزائريين الأصليين، كان يعتقد أيضًا أن الصراع كان يزيد من الفجوة بين العرب والأوروبيين من الطبقة العاملة.  بينما كان كثيرون منشغلين باختيار جانب في الصراع، رأى كامو أن كلًا من العرب والمستعمرين هم ضحايا، متحدون في معاناتهم وفي حبهم لوطنهم.  هذا يتوازى بشكل كبير مع رحلة دارو في القصة، مما يوحي بأن كامو استقى كثيرًا من تجربته الشخصية كشخص غريب ومنفي.
اقترح بعض العلماء الأدبيين أن كامو، من خلال تصويره للسجين العربي الذي يُصوَّر على أنه "غبي إلى حد ما، وحتى وحشي قليلًا"، كان يعتقد أن الشعوب الأصلية لم تكن مستعدة بعد للحرية التي تسعى إليها.  في كتاباته السياسية، مثل "الوقائع الجزائرية" (Algerian Chronicles)، بدا كامو يشير إلى أن الاتحاد بين فرنسا ومستعمراتها السابقة سيكون الخيار الأمثل، بدلاً من السماح للجزائر بالاستقلال الكامل، ويرجع ذلك إلى مخاوفه من أن المستوطنين من الطبقة الدنيا (البيي-نوير) سيعانون نتيجة هذا التغيير. ولم تكن مخاوفه دون أساس، إذ اضطر أكثر من مليون من البيي-نوير إلى الفرار من الجزائر إلى فرنسا بعد أن مُنحت الجزائر استقلالها عام 1962.  ومع ذلك، فإن استعداد الجيش الفرنسي لاستخدام التعذيب والعنف في محاولاته للحفاظ على السيطرة على إمبراطورية كانت تتدهور بسرعة، أرعب وكابَ كامو إلى حد أنه لم يستطع أن ينحاز للجانب الفرنسي أيضًا. 

## المواضيع الرئيسية
هذا العمل يتميز بطابع وجودي واضح، وهو التيار الفكري السائد في أدب تلك الحقبة. كما يعرض مفهوم كامو لـ "العبثية"، بالإضافة إلى تقديم العديد من الأمثلة على الاختيارات الإنسانية. تُعتبر المآزق التي يواجهها دارو انعكاسًا للمآزق التي واجهها كامو نفسه في أزمته الجزائرية، وهناك العديد من التشابهات بين شخصية دارو ومبدعها كامو. فكلاهما فرنسيان جزائريان منفيان بسبب الخيارات التي اتخذاها.
الموضوعان الرئيسيان في قصة "الضيف" هما الاختيار والمسؤولية. يؤكد كامو، كما هو نمطي في الفلسفة الوجودية، أن هناك دائمًا خيارًا، وأن الخيار الوحيد غير المتاح هو عدم الاختيار. دارو يختار كيف يتعامل مع بالدوتشي وما إذا كان سيسلم السجين أم لا؛ والسجين يختار بين الذهاب إلى السجن أو الهروب إلى الحرية.
ولكن الأهم من ذلك هو موضوع المسؤولية. جوهر فلسفة كامو يقوم على أن الجميع "مدانون" بالموت الحتمي والنهائي، وأن قبول هذا الواقع يفتح الباب أمام حرية معينة. السجين، بعد أن وصل إلى وعي ذاتي عندما منح دارو له خيار الهروب أو السجن، يدرك عبثية الهروب من العقاب المحتوم، فيقرر الذهاب طوعًا إلى السجن، وبذلك يتمرد على الحتمية من خلال اتخاذ القرار بإرادته الحرة وتحمل المسؤولية عن جريمة القتل.
يمكن أيضًا النظر إلى خيار دارو على أنه موقف "ملعون إن فعلت، وملعون إن لم تفعل". اتخذ دارو قراره بناءً على ما يعتقد أنه الصواب. حقيقة أنه سيُعاقب على فعل الصواب لا تجعل هذا الفعل أقل صوابًا. النقطة الأهم هي أن الناس يجب أن يفعلوا ما يشعرون أنه صحيح، دون القلق بشأن آراء الآخرين أو المكافآت أو العقوبات المحتملة.
موضوع آخر يمكن استخلاصه من هذه القصة القصيرة هو أن الحياد التام غير ممكن تحقيقه. يتضح ذلك من خلال محاولة دارو تجنب اتخاذ قرار؛ ففي النهاية، يكون السجين العربي هو من يتخذ القرار نيابةً عنه، وبذلك يفقد دارو حياده.

## الأدوات الأدبية
الرمزية: الموقع المحدد لمنزل دارو يحمل دلالة رمزية تعكس الصراع الاستعماري في الجزائر. فقد طلب أن يكون مركز عمله عند سفح الجبال، بين الصحراء والهضبة المظلمة. لكنه وُضع فعليًا على الهضبة حيث كان يعمل كمعلم. في هذا الرمز، تمثل الصحراء العرب، بينما تمثل الهضبة الفرنسيين. وضع دارو على الهضبة يعني، بمعنى آخر، أنه اضطر إلى الانضمام إلى جانب الفرنسيين، رغم رغبته في البقاء محايدًا، وهو ما يعكس طبيعته وشخصيته.
المفارقة: كان بالدوتشي شخصية "الشرير" في هذه القصة. وعلى الرغم من قسوته ووقاحته مع السجين العربي، إلا أنه في النهاية سيعود فقط إلى موقعه ويعيش حياة طبيعية. أما دارو، فكان الشخص الوحيد الذي عامل العربي بلطف، ومع ذلك فمن المرجح أن يموت بسبب "تسليمه" للسجين.
دارو، الذي يحرر السجين، يحرره فقط ليعود السجين إلى دعم مجتمع يشبه ذلك الذي يحاول دارو الابتعاد عنه والانفصال عنه.
التنبؤ بالأحداث المستقبلية: طوال القصة القصيرة، يقدم الراوي للقارئ تلميحات متكررة عن المشاكل التي قد تواجه دارو. يذكر المؤلف أن القرية بدأت تتحرك، وكان هذا هو السبب في نقل السجين. كما يسمع دارو أصوات خطوات حول المدرسة، لكن لا يظهر شيء ولا أحد في الواقع.

## أهمية العنوان
نظرًا لأن العنوان الفرنسي "L'Hôte" يمكن ترجمته بمعنيين، إما "المضيف" أو "الضيف"، فإنه يعمل كلعب كلمات مقصودة تحمل تأثيرًا عميقًا على الموضوع العام للقصة. طوال القصة، يتصرف دارو كلاعب دور المضيف والضيف معًا. وفقًا للعالم والباحث في أعمال كامو، فيليب ثودي، فإن اختيار عنوان "المضيف" يسلط الضوء على دارو كمستعمر أوروبي. فهو لا يقتصر على إطعام السجين فقط، بل يختار أيضًا أن يتناول الطعام معه. لا يخاف من السجين، إذ لا يشعر بالحاجة لحماية نفسه، بل يرغب فعليًا في فرار السجين. ومع ذلك، عندما يُطلق على القصة عنوان "الضيف"، يتغير المعنى بشكل جذري، إذ يُفهم دارو ببساطة كضيف أوروبي تحت رقابة عدو غير مرئي ينظر إليه كغريب أو دخيل. 

## استقبال
في عام 1957، نفس السنة التي نُشرت فيها قصة "الضيف"، تم تكريم ألبير كامو بمنحه جائزة نوبل في الأدب. وقد نسب أندرس أوسترلينغ، أمين الأكاديمية السويدية، بشكل بارز تراث كامو الجزائري كأساس للعديد من إنجازاته. في خطاب قبوله لجائزة نوبل، طلب كامو تحديدًا أن يُطلق عليه لقب "فرنسي جزائري"، رافضًا بذلك اختيار بلد واحد على حساب الآخر. ويدعي المخرج الوثائقي يازيد آيت محي الدين أن كامو هو "السبب الوحيد الذي يعرف بفضله الناس خارج الجزائر عن هذا البلد... فهو سفيرنا الوحيد." وبينما لا يزال يُدرس كامو في أنحاء العالم، وتعتبر قصة "الضيف" واحدة من أكثر قصصه تضمينًا في المجموعات الأدبية، إلا أنه ما زال غير محتفى به داخل الجزائر، حيث يصعب العثور على العديد من كتبه.
بينما لم يغب تأثير كامو يومًا عن الساحة الثقافية في فرنسا، فإنه في بلده الأم الجزائر يواجه مزيدًا من التدقيق والانتقاد، إذ يرى المساهم في مجلة "سميثسونيان"، جوشوا هامر، أن كامو "يمثل جزائرًا منفية عمليًا من الخريطة، جزائر البيي-نوير (الفرنسيين من أصول جزائرية)... كانت مجتمعًا شديد الانقسام، ولم يكن حقًا على دراية بالعالم العربي."  في الواقع، كثيرون، ومن بينهم الكاتب التونسي ألبرت ميمي، اعتبروا كامو ذا نوايا حسنة، وإن كان مضللاً بعض الشيء، في محاولته عدم الانحياز إلى أي طرف في الصراع، لكنه مع ذلك يُنظر إليه كونه مستعمرًا.  ويمكن توجيه نفس هذه الانتقادات التي واجهها كامو خلال حياته والتي لا تزال تطغى على إرثه حتى اليوم، إلى شخصية دارو في القصة، الذي ينأى بنفسه عن كلا الطرفين برفضه الابتعاد عن قناعاته الأخلاقية، حتى وإن كلفه ذلك غاليًا على المستوى الشخصي.

## فيلم
فيلم "بعيدًا عن الرجال" (2014) للمخرج ديفيد أولهوفن مستوحى من القصة القصيرة. قام بدور دارو فيه الممثل فيغو مورتنسن، فيما جسد شخصية السجين الممثل رضا كتاب. عُرض الفيلم في المسابقة الرسمية للدورة الـ71 من مهرجان فينيسيا السينمائي الدولي، حيث حصد ثلاث جوائز. 